# Vývojový stupeň
Vývojový stupeň, je soubor organizmů, které dosáhly v určitém znaku stejné organizační výše a jsou si v tomto znaku podobné. Nemusí být ale vzájemně příbuzné, protože mohly vzniknout v různých vývojových větvích. Nesmějí být spojovány do jednoho taxonu, tzn. že takovou skupinu organizmů pak označujeme jako vývojový stupeň.